# Stare Miasto w Krakowie

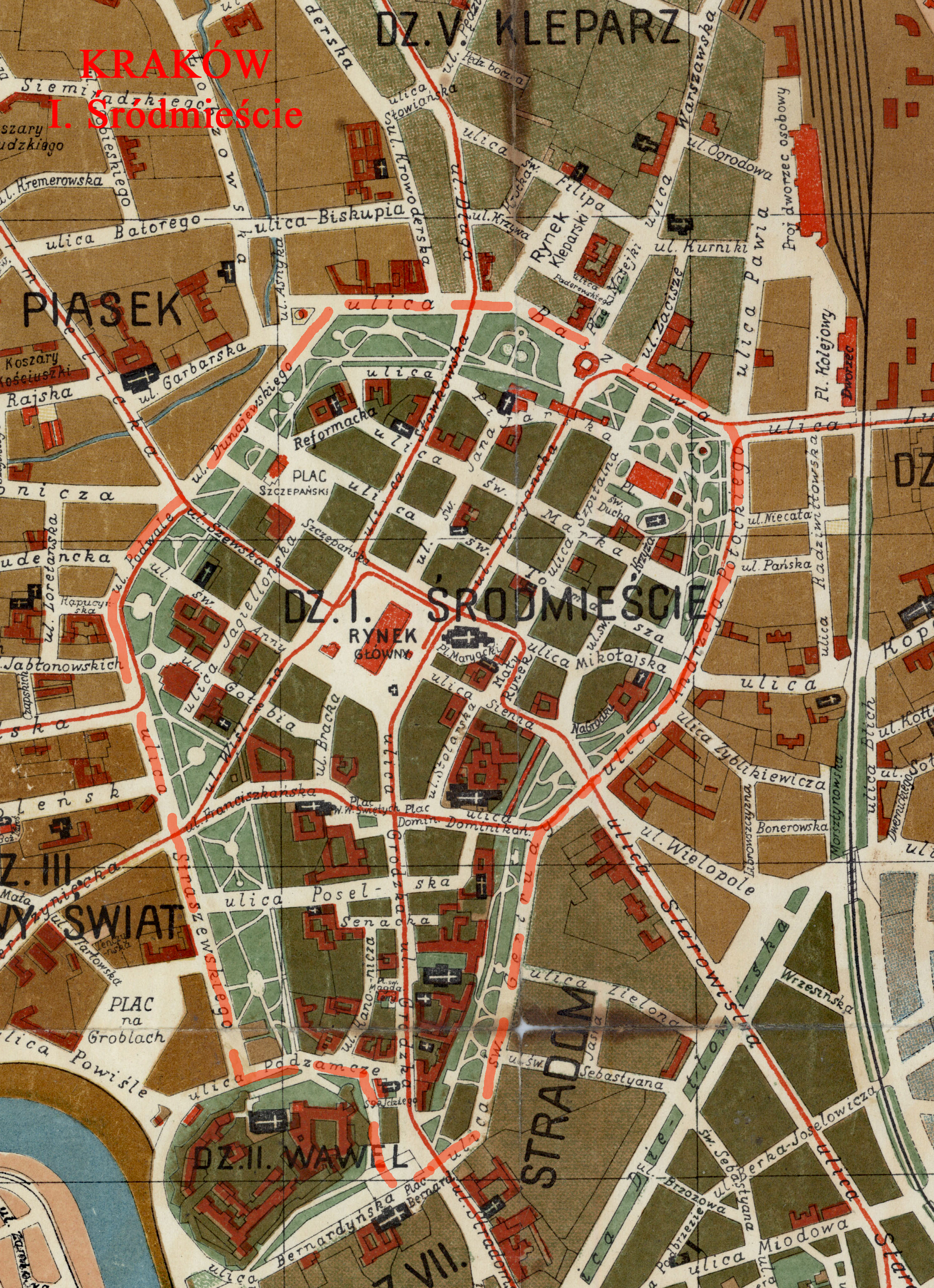
Dzielnica I Śródmieście na planie Krakowa z 1916 roku.

Stare Miasto – najstarszy obszar Krakowa, w obrębie Plant.
Dla centrum Krakowa ograniczonego Plantami powszechnie używa się nazwy Stare Miasto. Jest to kolokwializm, nazwa nieformalna. Obszar ten nigdy tak się oficjalnie nie nazywał. Do roku 1954 Stare Miasto w obrębie Plant (bez wawelskiego wzgórza) stanowiło odrębną dzielnicę katastralną. Była to dzielnica I Śródmieście.
W 1978 Stare Miasto wraz z Wawelem, Kazimierzem i Stradomiem zostało wpisane na listę światowego dziedzictwa UNESCO, w 1994 razem z Wawelem, Stradomiem, Kazimierzem, Podgórzem, Nowym Światem i Piaskiem zostało uznane za Pomnik historii.
Głównymi zabytkami krakowskiego Starego Miasta są znajdujące się na Rynku Głównym oraz w jego okolicy: kościół Mariacki na Placu Mariackim, Sukiennice i wieża ratuszowa, oraz pozostałości murów obronnych – Brama Floriańska i Barbakan.

## Historia
Około VIII w. zaczął formować się wielkoplemienny organizm Państwa Wiślan. Na Wawelu zachowały się drobne relikty potężnego, okalającego całe wzgórze wału ziemnego konstrukcji izbicowej. W piwnicy domu przy ul. Kanoniczej 13, w skrzyni pochodzącej z IX wieku znaleziono 4200 siekier żelaznych, tzw. płacideł, o łącznej wadze ponad 4 ton. Takie płacidła były podstawowym środkiem płatniczym w sąsiednim Państwie wielkomorawskim, jednak skarb krakowski jest największy, jaki kiedykolwiek znaleziono i świadczy o zamożności i znaczeniu miejscowego ośrodka władzy. U stóp Wawelu, na terenie dzisiejszej ul. Kanoniczej, Grodzkiej i sąsiednich, natknięto się na resztki osady Wiślan, zwanej Okół. Osada ta, istniejąca co najmniej od początku IX wieku, była otoczona palisadą dębową i okolona od strony obecnych ulic Straszewskiego i św. Gertrudy jedną z odnóg Wisły. W pobliżu późniejszego Rynku Głównego: kościoła św. Wojciecha, Mariackiego i ul. Brackiej odkryto resztki budynków mieszkalnych wiślańskiego Krakowa, zakładów rzemieślniczych (gdzie topiono i obrabiano metale kolorowe), a pod kościołem św. Wojciecha zlokalizowano relikty drewnianej świątyni. W tamtych czasach Wisła rozdzielała się na wiele odnóg, tworząc w dzisiejszym centrum miasta kilka wysp. Taką wyspą był Kazimierz. Możliwe również, że ostrowami oddzielonymi odnogami Wisły, bądź przekopanymi fosami były Okół, Wawel i teren Rynku Głównego. Znaleziono również budowle na Wawelu, których datowanie jest trudne.
Pierwsze wzmianki o Krakowie pochodzą z II poł. IX w. W końcu X w. włączono Kraków do państwa polskiego, rządzonego przez władców z dynastii Piastów. W roku 1000 powstało biskupstwo i niebawem na wiele stuleci Kraków stał się siedzibą polskich władców. Ówczesne miasto obejmowało dzisiejsze Stare Miasto, a więc historia Krakowa to równocześnie historia tej dzielnicy. Przechowywano w nim insygnia królewskie, a we wczesnym średniowieczu powstała szkoła katedralna.

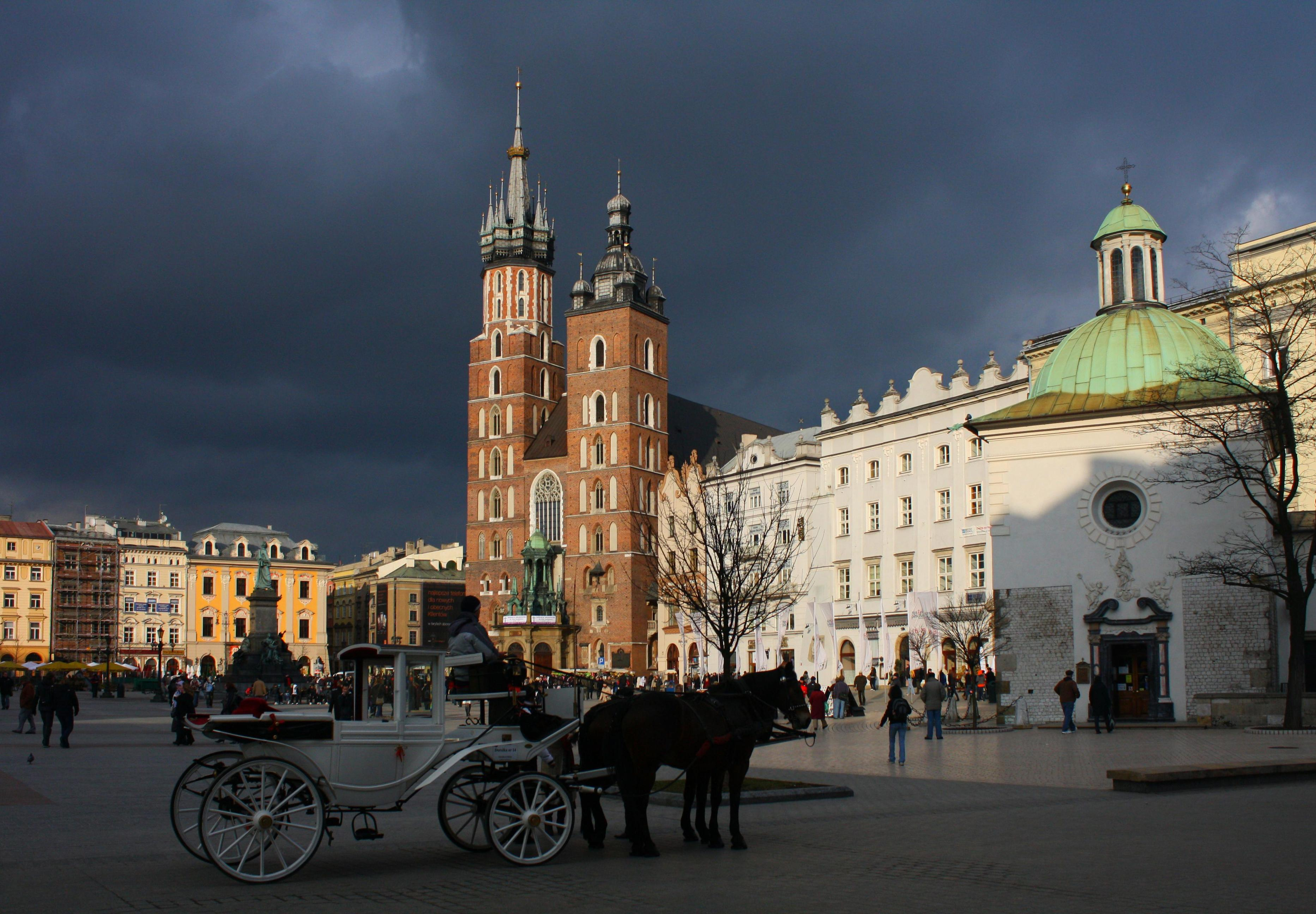
Rynek Główny

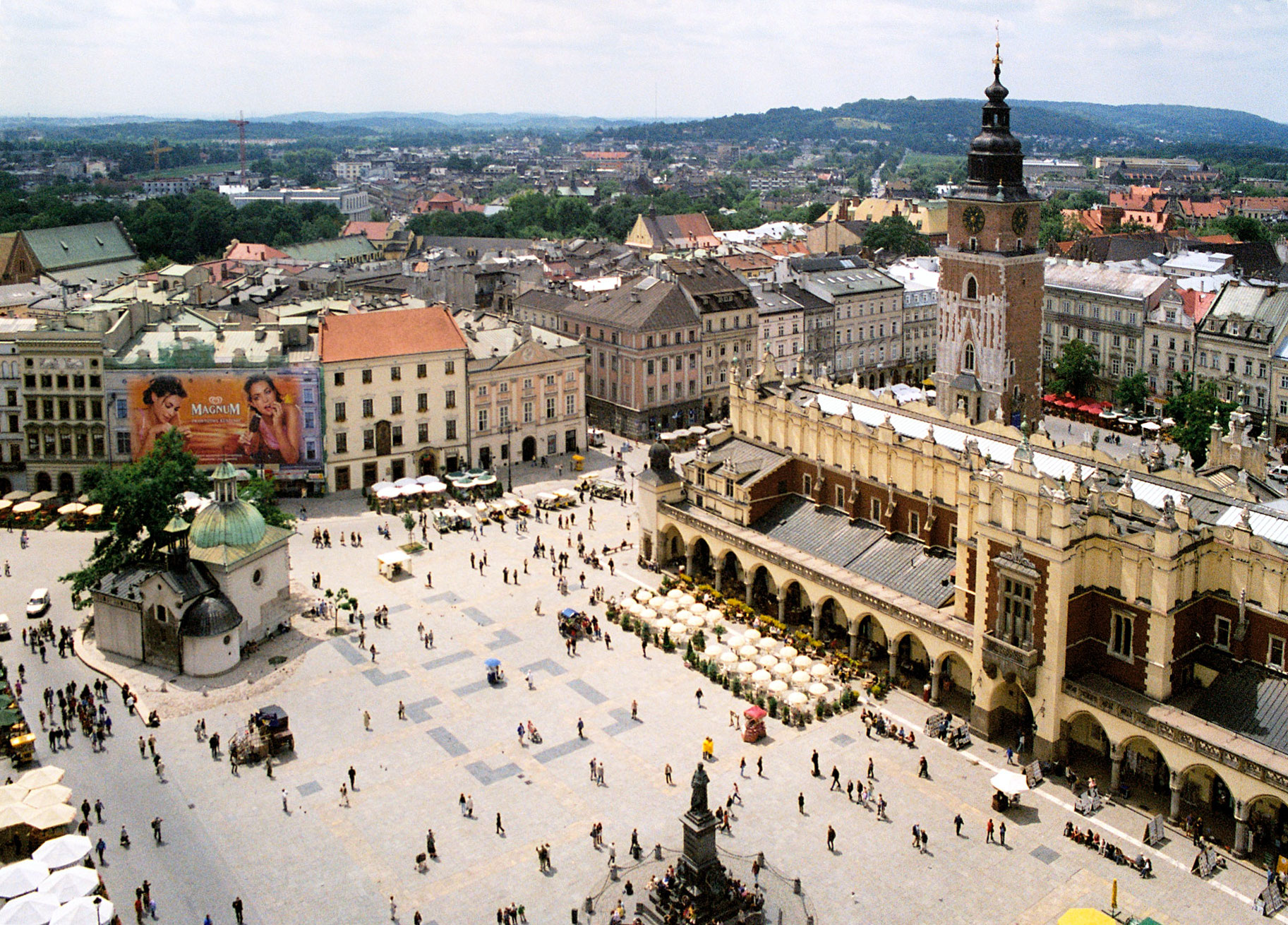
Widok z wieży kościoła mariackiego na Rynek Główny

Przebywający na Wawelu biskupi i dwór książęcy tworzyli odpowiedni klimat intelektualny. Od XIV wieku było to miejsce koronacji królewskich. Pod rządami Kazimierza III Wielkiego zrodził się Uniwersytet Jagielloński.
W 1386 na tronie wraz z królową Jadwigą zasiadł książę litewski Władysław Jagiełło. Kraków stał się stolicą rozległej monarchii, co sprzyjało jego rozwojowi kulturalnemu.

### Renesans
Epoka renesansu to okres największego rozkwitu Starego Miasta. M.in. wtedy została przebudowana katedra na Wawelu na styl renesansu włoskiego. Prace wykonywane były przez artystów sprowadzonych specjalnie z tego powodu z Włoch przez Bonę Sforzę, takich, jak m.in. Bartłomiej Berecci, Franciszek Florentczyk, Giovanni Maria Padovano, Santi Gucci. Bardzo charakterystyczną, renesansową częścią Starego Miasta jest ul. Kanonicza. Jednak ze śmiercią ostatniego Jagiellona życie polityczne zaczęło się przenosić do Warszawy.

### Barok
Wiek XVII rozpoczyna epokę baroku. Mecenasem kultury stał się wtedy król Zygmunt III Waza. Dzięki niemu działał architekt Giovanni Trevano, który przebudował w stylu barokowym kościół św. św. Piotra i Pawła. Stare Miasto zostało dwa razy niszczone przez Szwedów. W końcu XVII wieku wzniesiono kolegiatę akademicką świętej Anny.
W I poł. XVIII w. powstały dzieła sztuki, realizowane przez architektów tej miary, co Kacper Bażanka i Franciszek Placidi. Kultura baroku wywarła silne piętno na to miejsce. Gotyckie kościoły uległy przebudowie w duchu baroku, wypełniając się nowymi ołtarzami, rzeźbami i obrazami.
W 1794 pod wodzą Tadeusza Kościuszki naród stanął w obronie państwa, jednak w 1795 nastąpił rozbiór. Kraków przypadł Austrii. Mimo wielu trudności Kraków był zawsze duchową stolicą Polski. Zabytki Starego Miasta traktowano jako pomniki kultury, wyrażające narodową tożsamość.

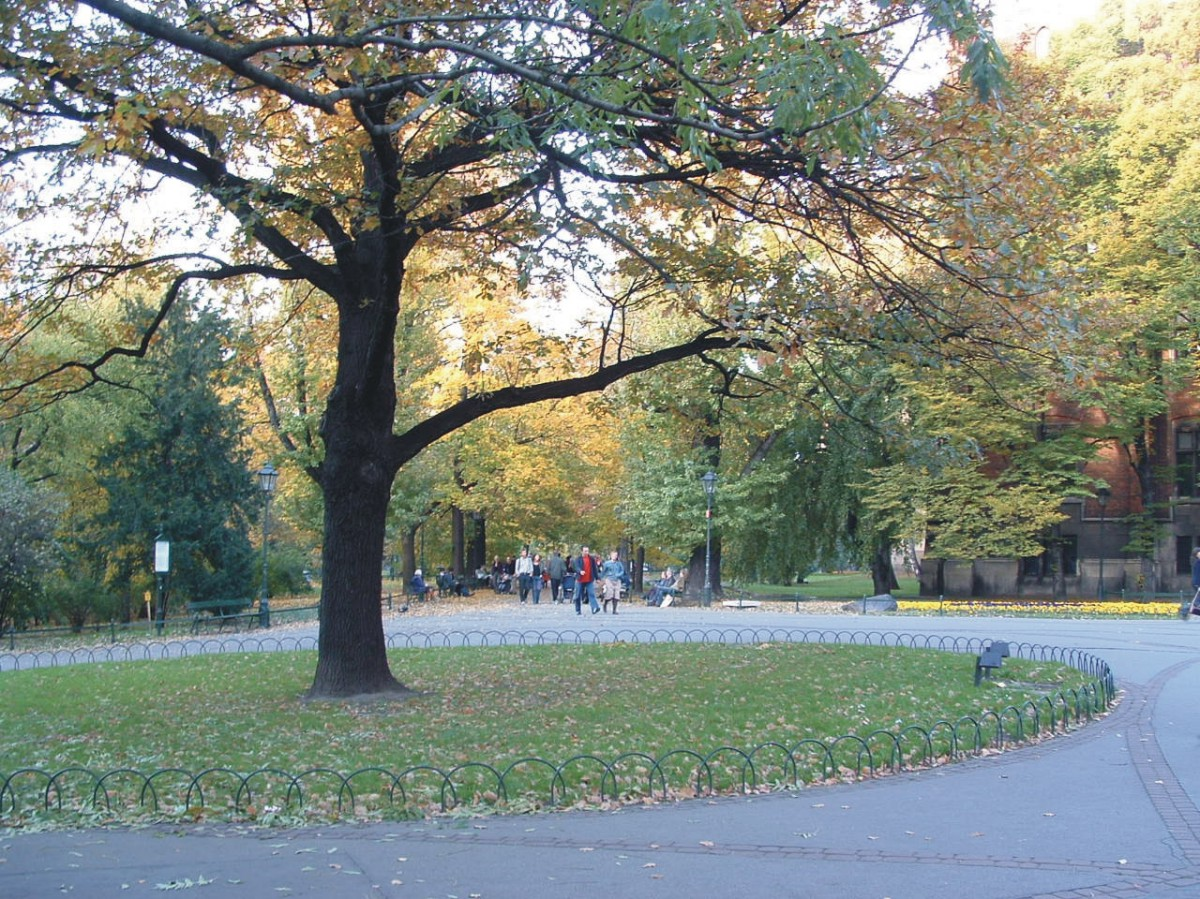
Planty

W XIX w. zapadła decyzja o likwidacji zniszczonych fortyfikacji. Podjęły ją władze austriackie, ale akcję burzenia zrealizowano w okresie Księstwa Warszawskiego. Dzięki staraniom profesora Feliksa Radwańskiego uratowano północny fragment wraz z Barbakanem, Bramą Floriańską i trzema basztami (stanowiące kiedyś tzw. bramę chwały, gdzie rozpoczynała się Droga Królewska prowadząca orszaki królewskie na koronację). Na miejscu murów powstały Planty.
W tym okresie powstał również Teatr Miejski. Znajduje się on na Placu Świętego Ducha, który jest pozostałością po zabudowaniach dawnego szpitala, którym opiekowali się Duchacy. Budynki te przetrwały do XIX wieku. Na ich miejscu powstał gmach teatru, przykład architektury eklektycznej.
W 1850 roku miał miejsce potężny pożar Krakowa.
W roku 1876 książę Władysław Czartoryski przekazał do Krakowa zbiory artystyczne i patriotyczne. 3 lata później założono Muzeum Narodowe. Kraków stał się centrum muzealnictwa. W Starym Mieście działali artyści tacy jak Jan Matejko czy Stanisław Wyspiański. W nim rodziły się też ruchy niepodległościowe.

### Czasy wojenne
Wkrótce po rozpoczęciu II wojny światowej, 6 września 1939 do Krakowa wkroczyły wojska niemieckie. Miasto stało się stolicą tzw. Generalnego Gubernatorstwa. Zaczęły się prześladowania Żydów, utworzono obóz koncentracyjny Plaszow. W Starym Mieście zrabowano wiele dzieł. Zamknięto muzea, szkoły, teatry. Aresztowano profesorów.
Dopiero 18 stycznia 1945 wojska sowieckie II Frontu Ukraińskiego pod dowództwem marszałka I. Koniewa zajęły Kraków i zmusiły Niemców do wycofania się bez obrony, przez co oryginalna i zabytkowa zabudowa Starego Miasta zachowała się do czasów współczesnych.

## Stare Miasto dzisiaj

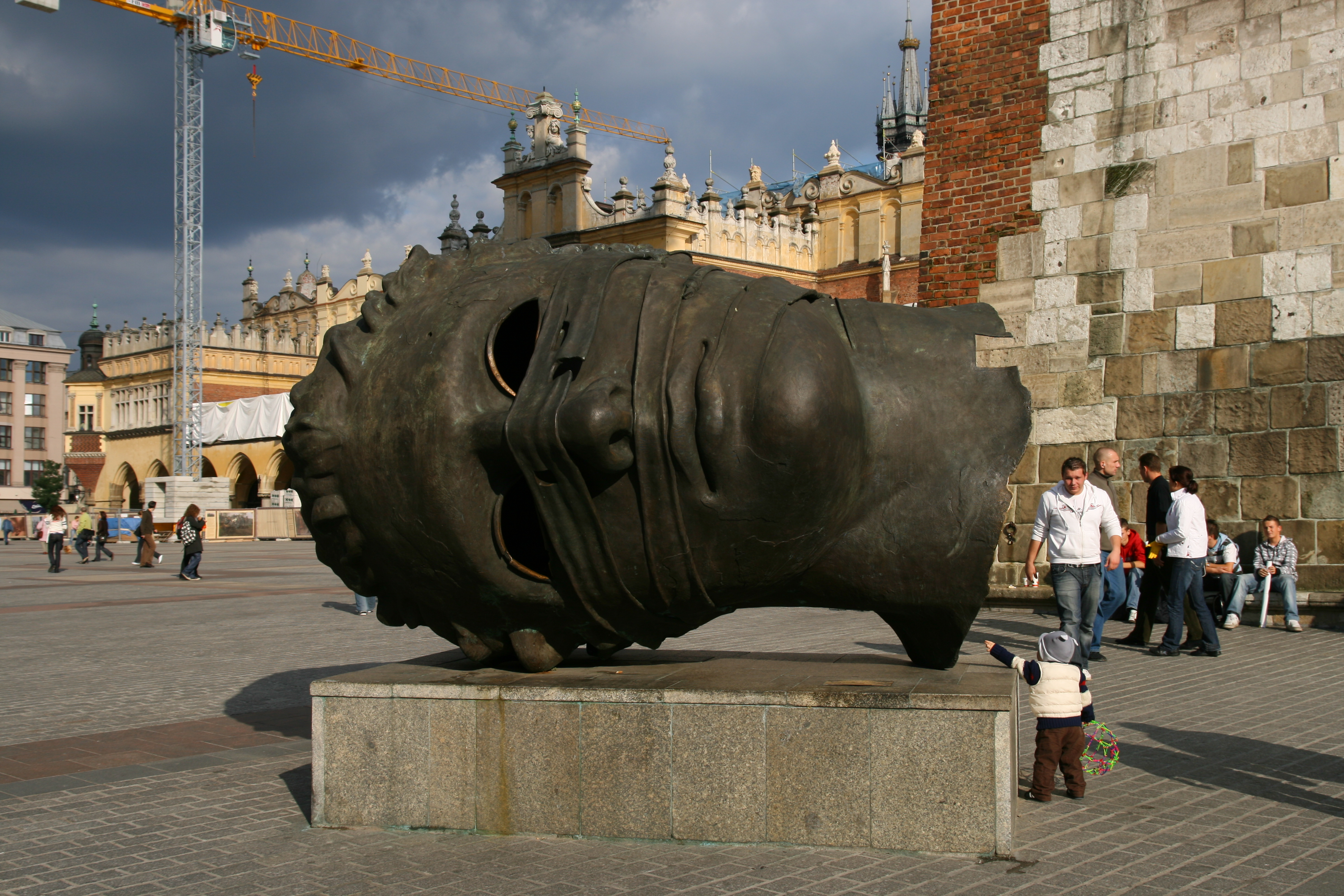
Rzeźba Eros spętany

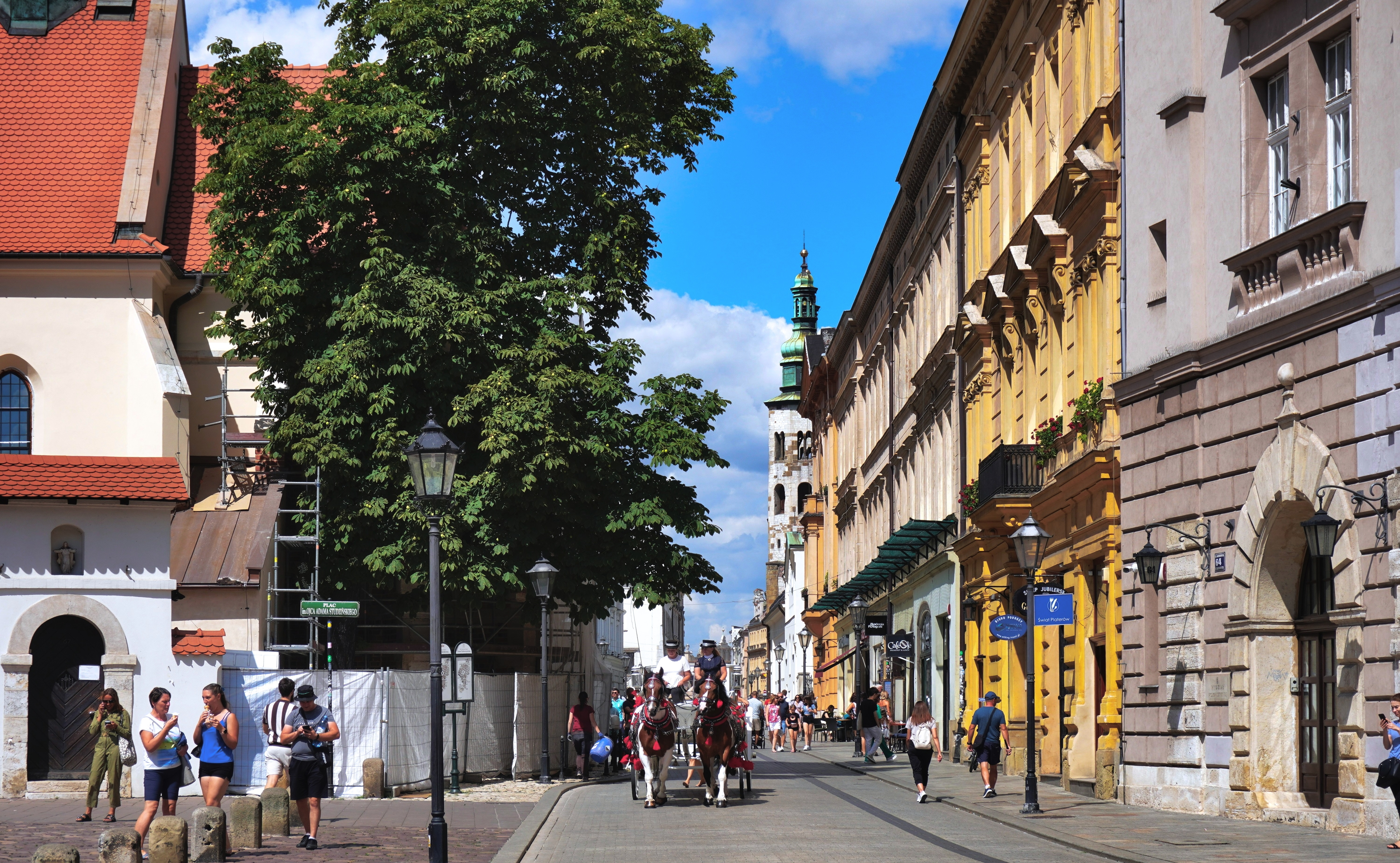
Ulica Grodzka

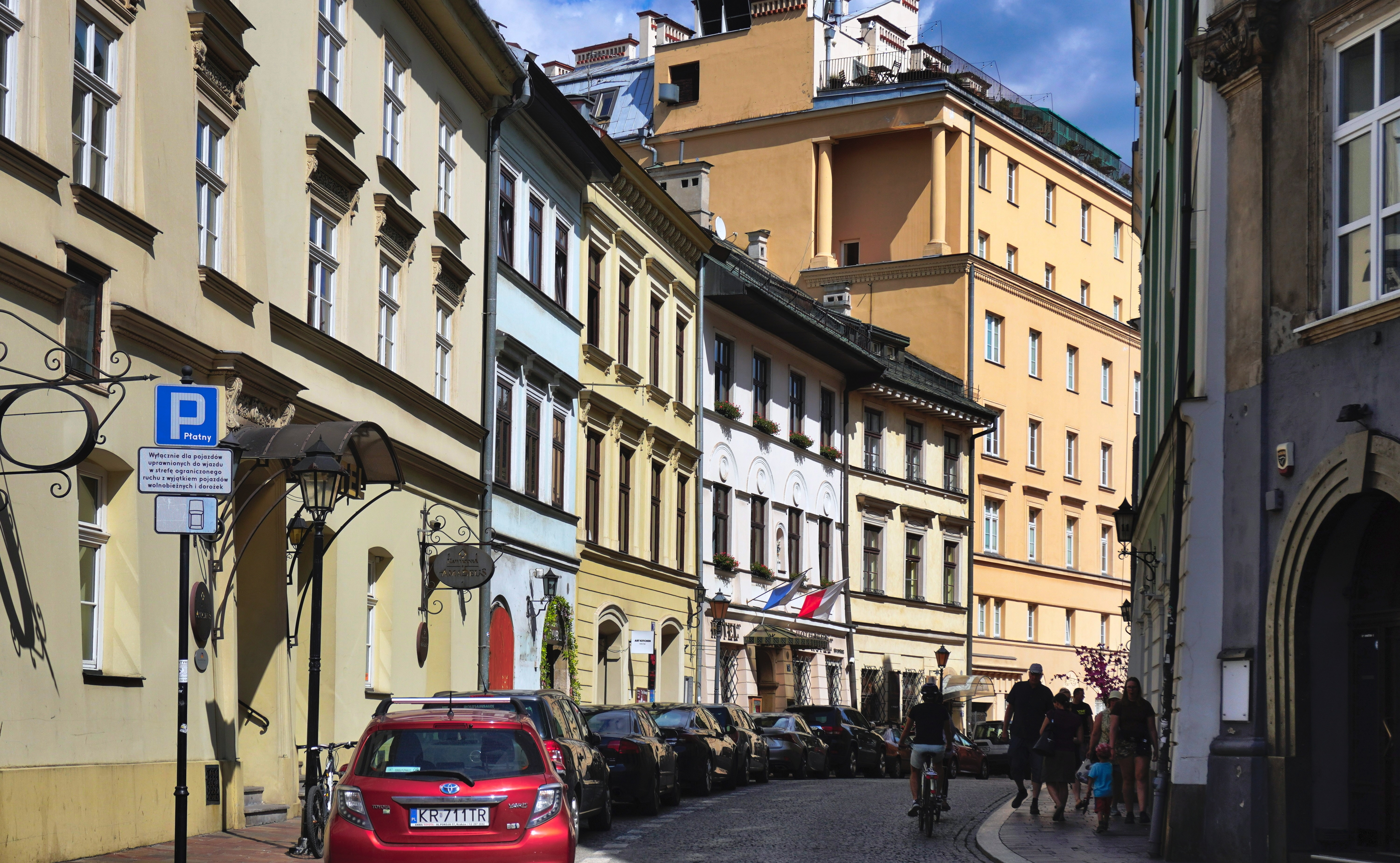
Ulica Mikołajska

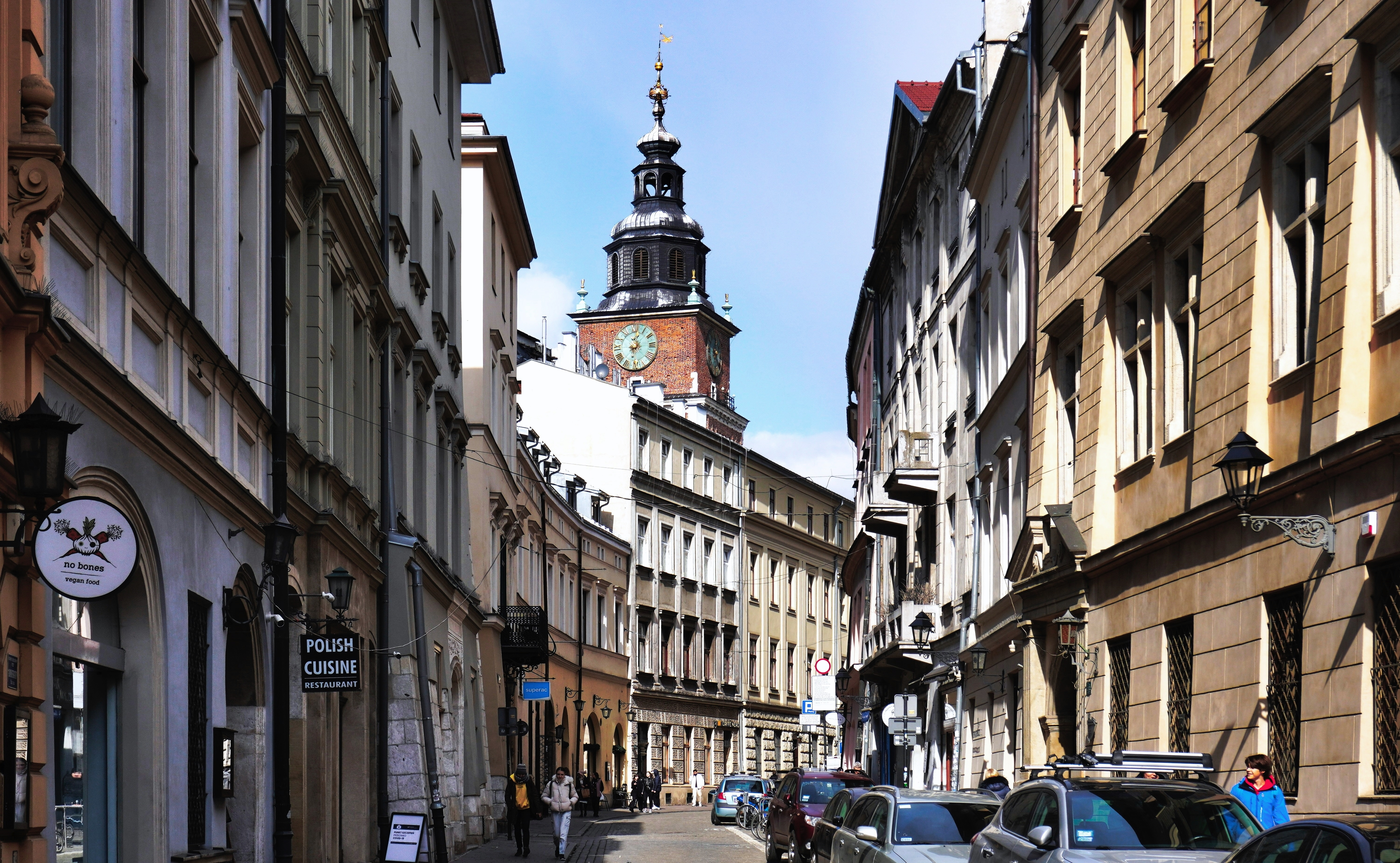
Ulica Bracka

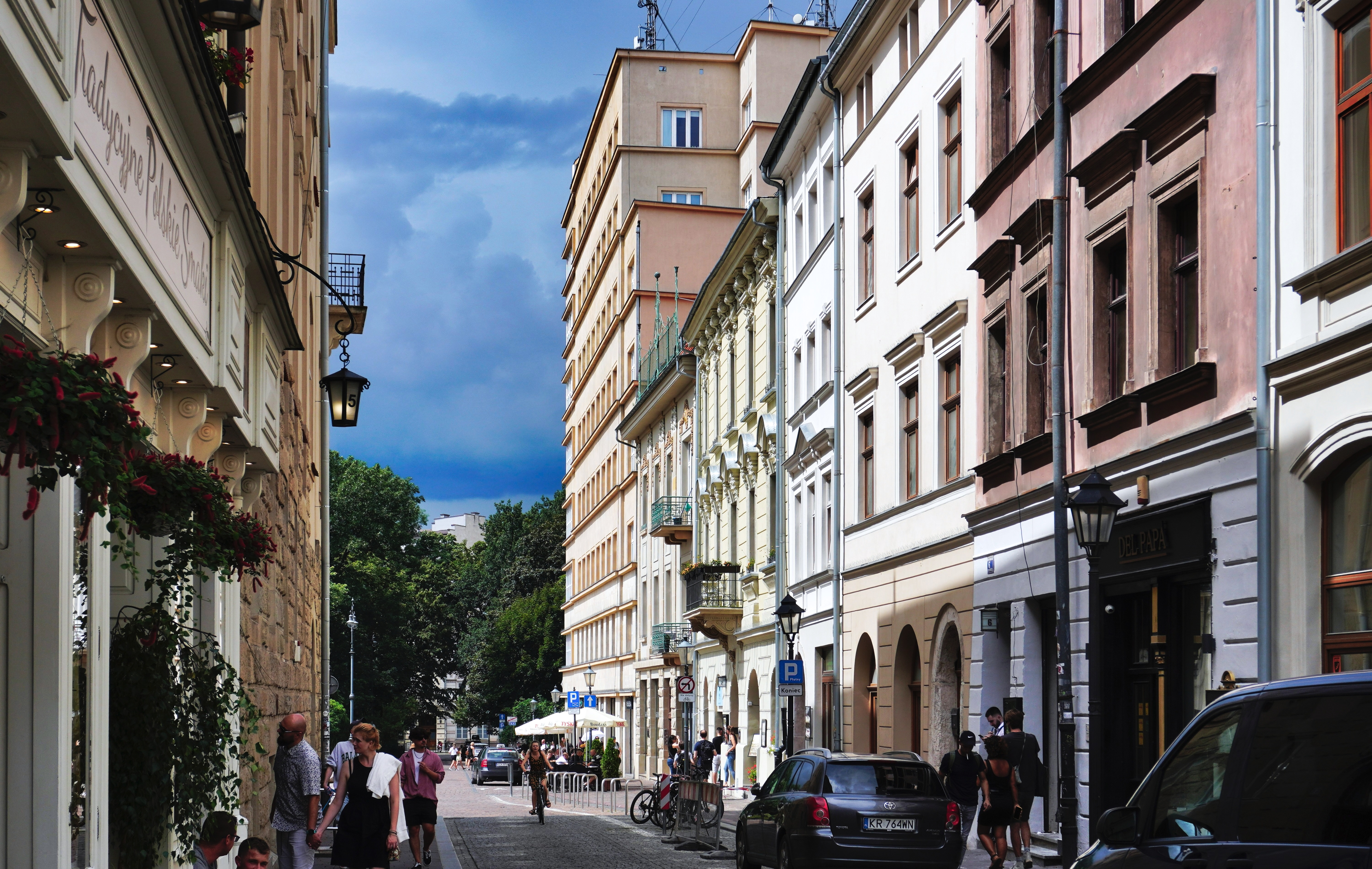
Ulica św. Tomasza

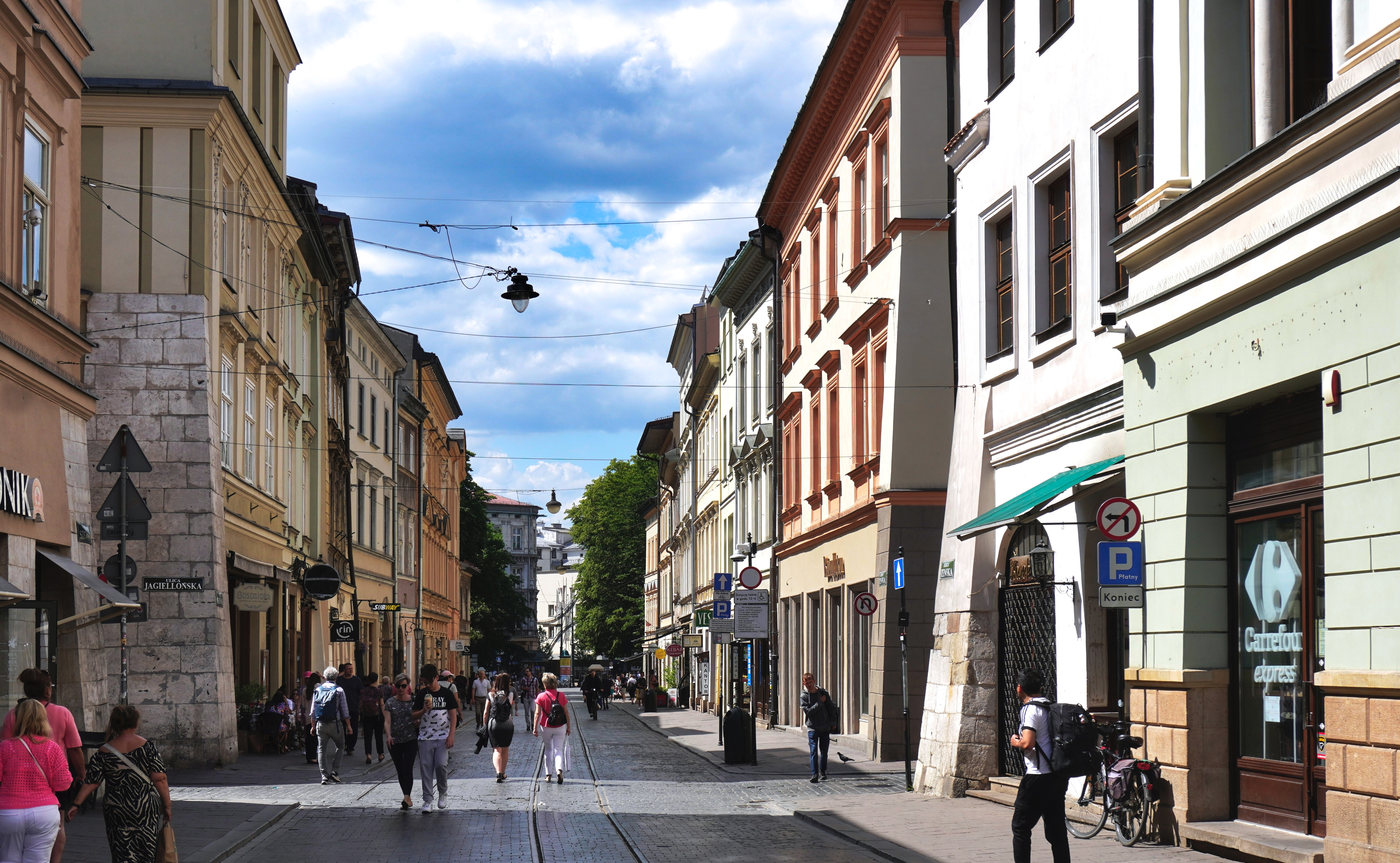
Ulica Szewska

Obecnie Stare Miasto przyciąga wielu turystów z całego świata niezależnie od pory roku. Jest jednym z pierwszych europejskich obiektów wpisanych w 1978 roku na sporządzoną przez UNESCO listę światowego dziedzictwa kulturowego. Kompleks architektoniczny Starego Miasta zachował niezmieniony układ od czasów średniowiecza i jest uznawany za jeden z najbardziej godnych uwagi artystycznych i kulturowych kompleksów Europy.
Rynek Główny to jeden z największych placów w Europie, powstał podczas lokacji miasta na prawie magdeburskim w 1257 r. Ma kształt kwadratu o wymiarach 200 × 200 m, otacza go szereg kamienic. Stoi na nim wieża ratuszowa, kościół Św. Wojciecha, Sukiennice i pomnik Adama Mickiewicza. Przy nim można wysłuchać co godzinę hejnału z wieży Mariackiej.
W okolicznych kamienicach mieszczą się kawiarnie, restauracje, puby i kluby. Najsłynniejsze z nich to m.in. restauracja Wierzynek, klub Pod Jaszczurami i piwnice pałacu „Pod Baranami”. Odbywają się tam liczne imprezy kulturalne, koncerty i wystawy.
Jednym z symboli Krakowa jest obwarzanek krakowski, który można kupić w ulicznych budkach. Obwarzanki krakowskie oferowane są z makiem, sezamem, solą lub innymi posypkami. Na Rynku Głównym Starego Miasta charakterystycznym elementem są także stoiska kwiaciarek, które są usytuowane między Kościołem Mariackim a Sukiennicami, obok pomnika Mickiewicza od co najmniej XVI w.
Charakterystyczne dla Starego Miasta są również gołębie, z którymi związane są lokalne legendy. Według jednej z nich Henryk IV Probus, który starał się objąć dzielnicę senioralną, w czasach rozbicia dzielnicowego miał zamiar wybrać się do Rzymu z ofiarą pieniężną, prosząc o koronację. Pewna czarodziejka zamieniła jego rycerzy w gołębie, a one wydziobały kamyczki z murów kościoła Mariackiego, które zamieniły się w złoto. Z tym majątkiem książę wyruszył do Watykanu, ale po drodze stracił wszystko i nie dotarł do papieża. Mimo powrotu suwerena do Krakowa, jego rycerze nie odzyskali ludzkiej postaci.

### Słynne miejsca
Wierzynek – restauracja na Rynku Głównym, której nazwa nawiązuje do postaci mieszczanina Mikołaja Wierzynka i wydanej przez niego w XIV wieku uczty.
Jama Michalika – kawiarnia artystyczna o ponad stuletnich tradycjach literackich.
Tu powstał kabaret Zielony Balonik oraz narodził się Duch Młodej Polski.
Piwnica pod Baranami – kabaret tworzony przez krakowskich artystów; mieści się na Rynku Głównym.
Pod Jaszczurami – klub studencki na Rynku Głównym, będący legendą akademickiego ruchu kulturalnego. Stanowi popularne miejsce spotkań środowiska akademickiego Krakowa.
Franciszkańska 3 – Miejsce spotkań krakowian z Janem Pawłem II, Benedyktem XVI i Franciszkiem. Obecnie przy ulicy często organizowane są czuwania, koncerty, wydarzenia artystyczne.
Na rynku upamiętniono słynnych ludzi i ważne wydarzenia. Znajdują się na nim tablice poświęcone przysiędze Tadeusza Kościuszki z 1794 r., hołdowi pruskiemu z 1525 roku i wspominające remont rynku z 1964 r.

## Zabytki

### Kościoły
- Kościół św. Andrzeja
- Kościół św. Anny
- Kościół św. Barbary
- Kościół i klasztor Franciszkanów
- Kościół św. Idziego
- Kościół św. Jana Chrzciciela i św. Jana Ewangelisty
- Kościół św. Józefa w Krakowie
- Kościół św. Kazimierza Królewicza (reformatów)
- Kościół Świętego Krzyża w Krakowie
- Kościół Matki Boskiej Śnieżnej
- Kościół św. Marcina
- Kościół Mariacki
- Kościół św. Marka
- Kościół św. Ap. Piotra i Pawła
- Kościół Przemienienia Pańskiego (pijarów)

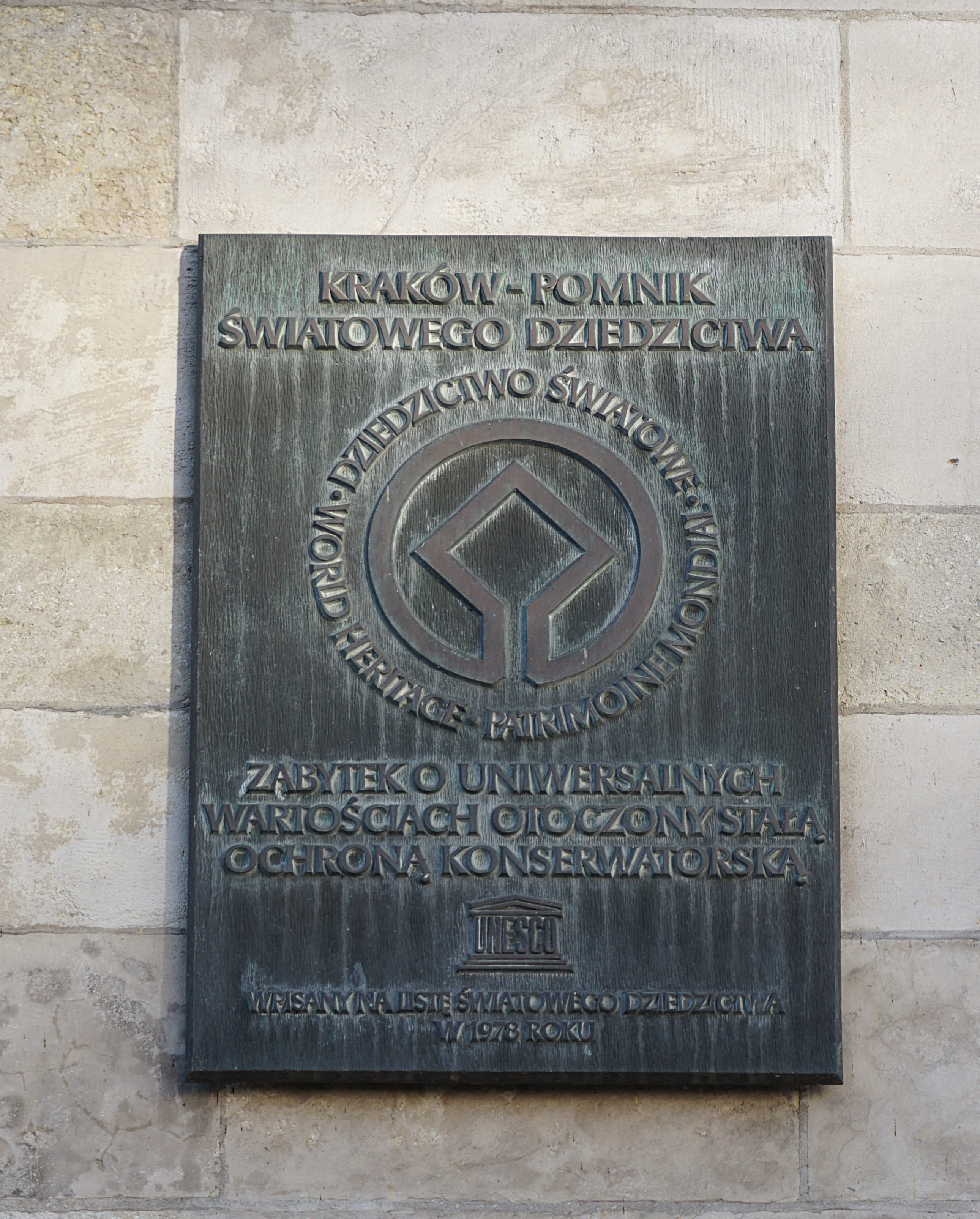
Tablica na Pałacu Wielopolskich upamiętniająca wpisanie Starego Miasta na listę światowego dziedzictwa UNESCO w 1978 roku

- Kościół św. Tomasza
- Kościół św. Trójcy (dominikanów)
- Kościół św. Wojciecha

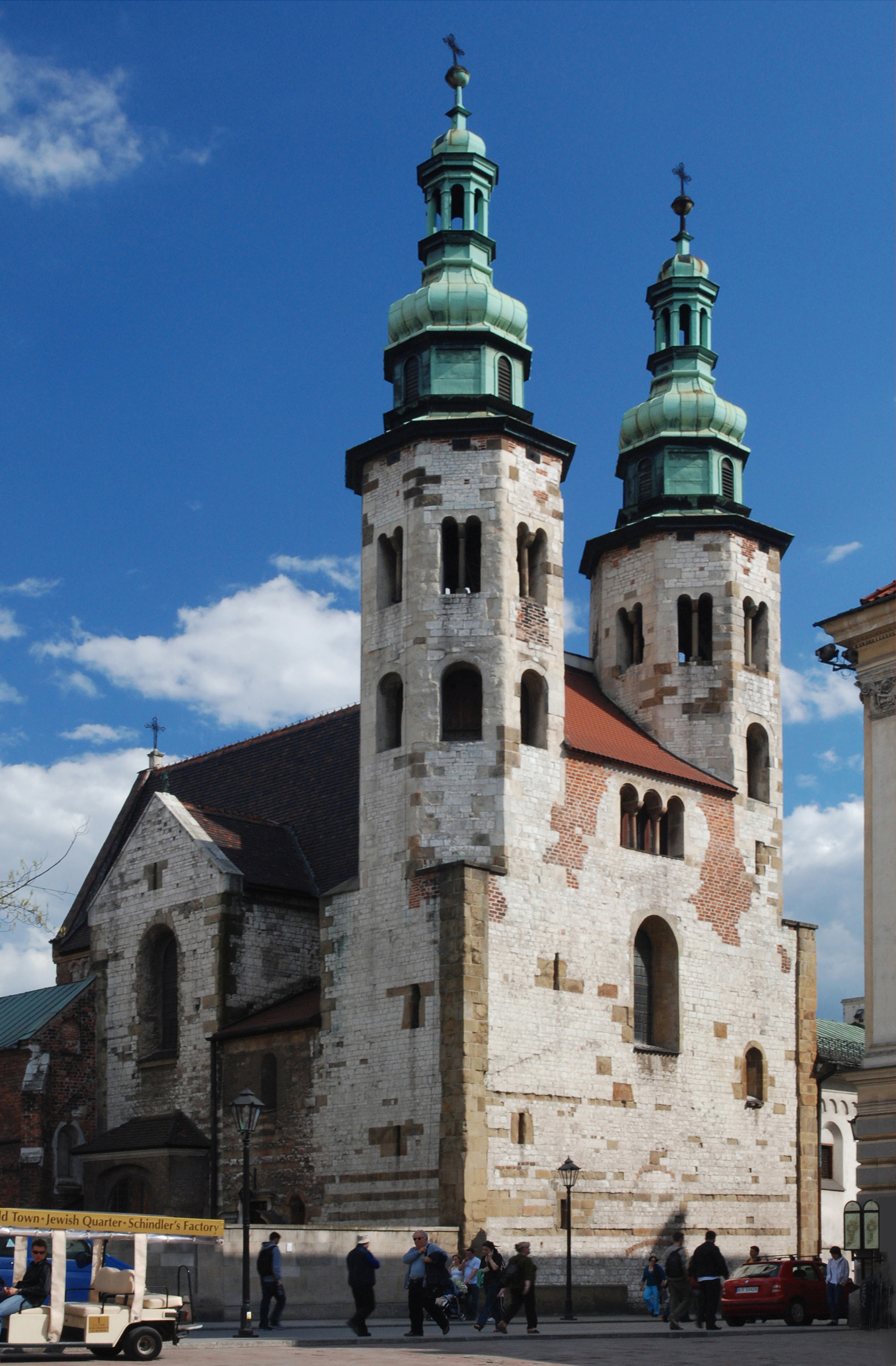
Kościół św. Andrzeja
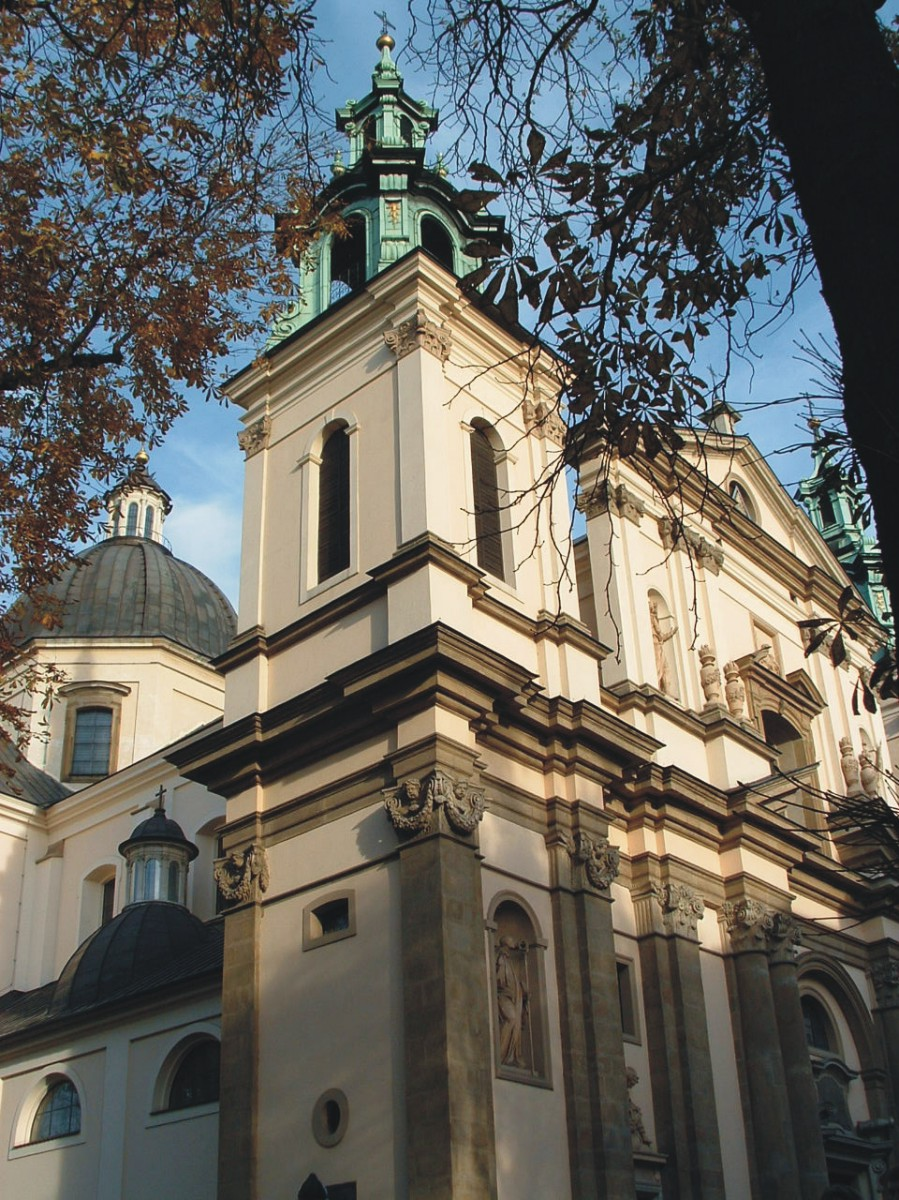
Kościół św. Anny
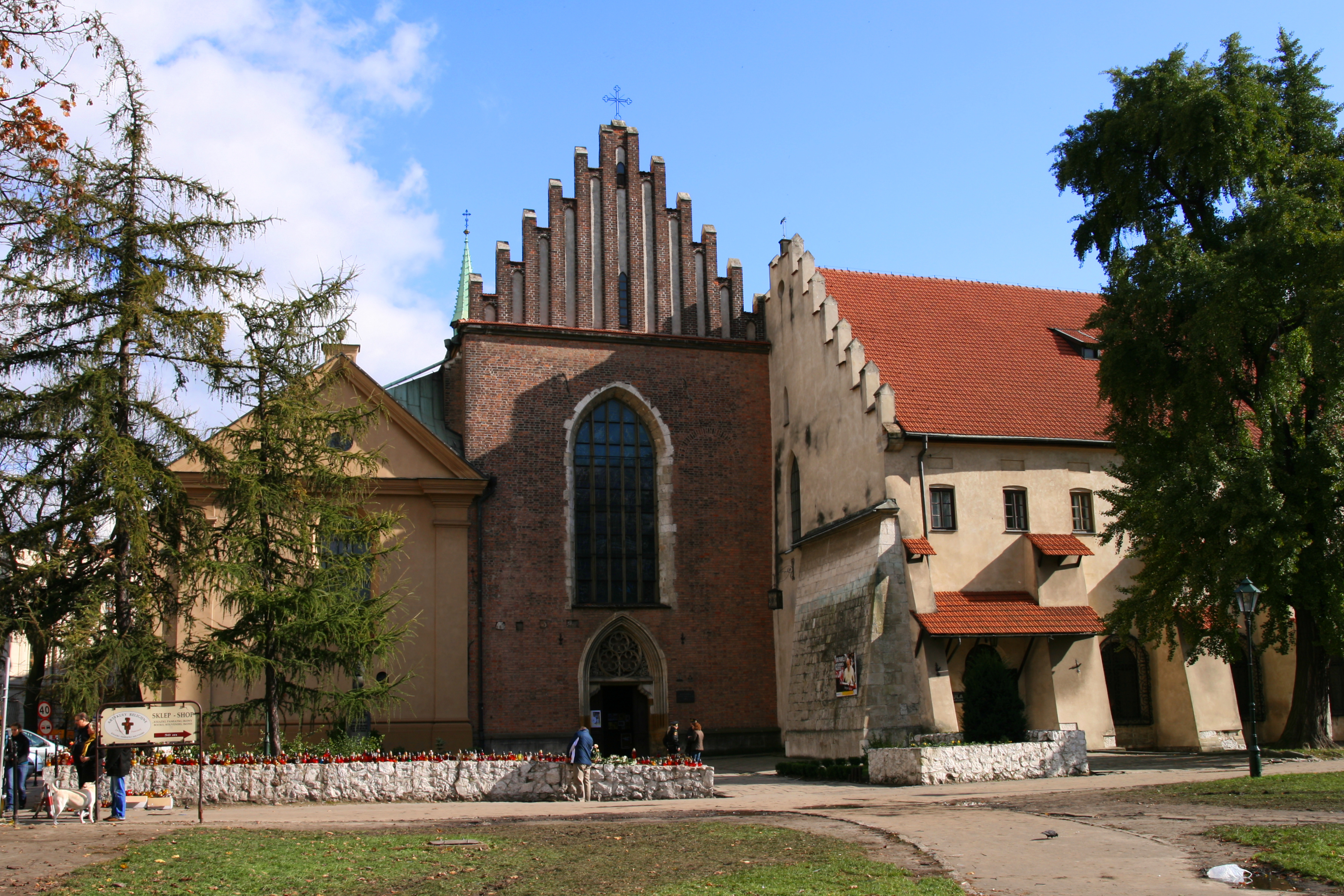
Kościół Franciszkanów
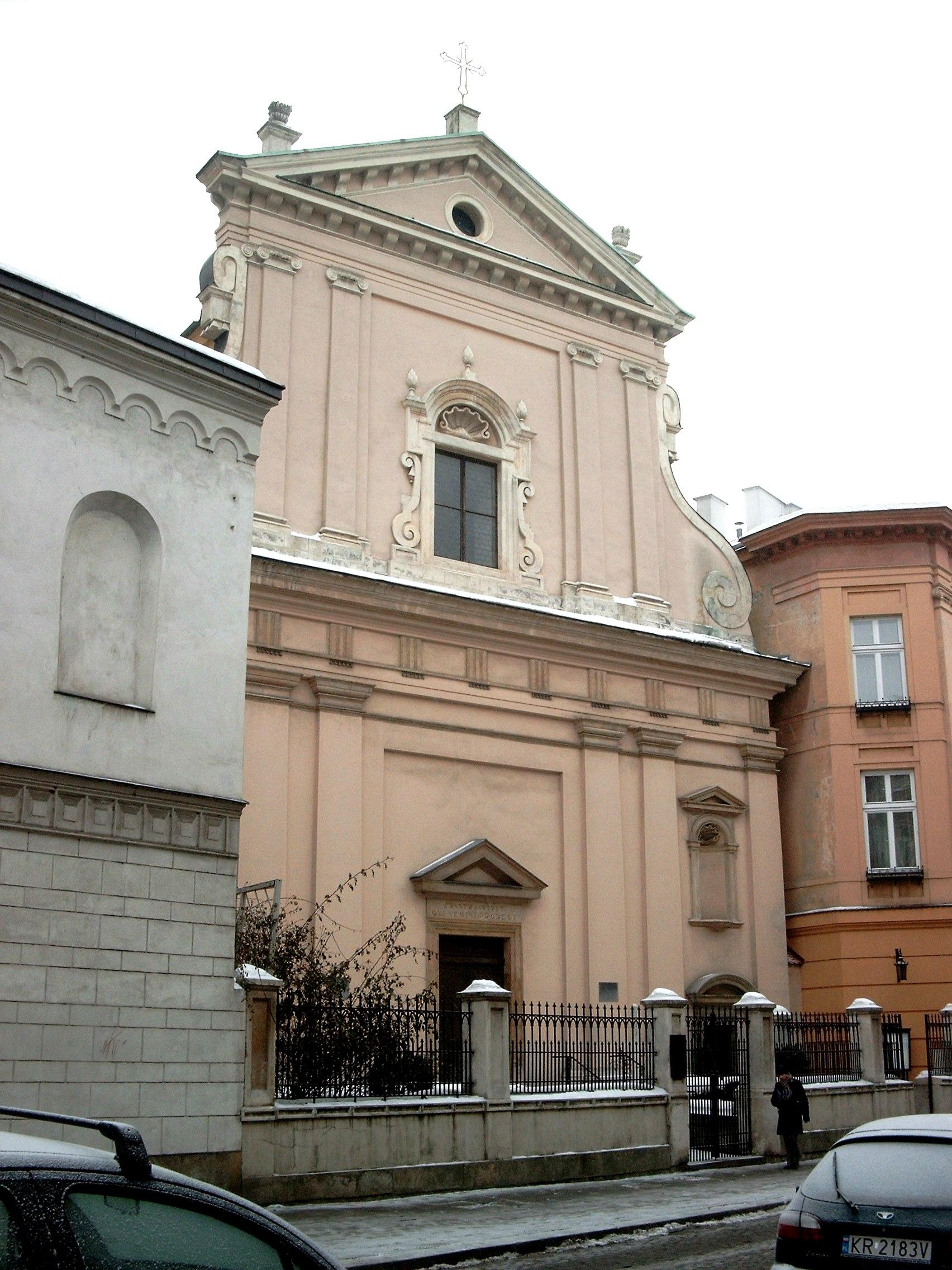
Kościół św. Marcina
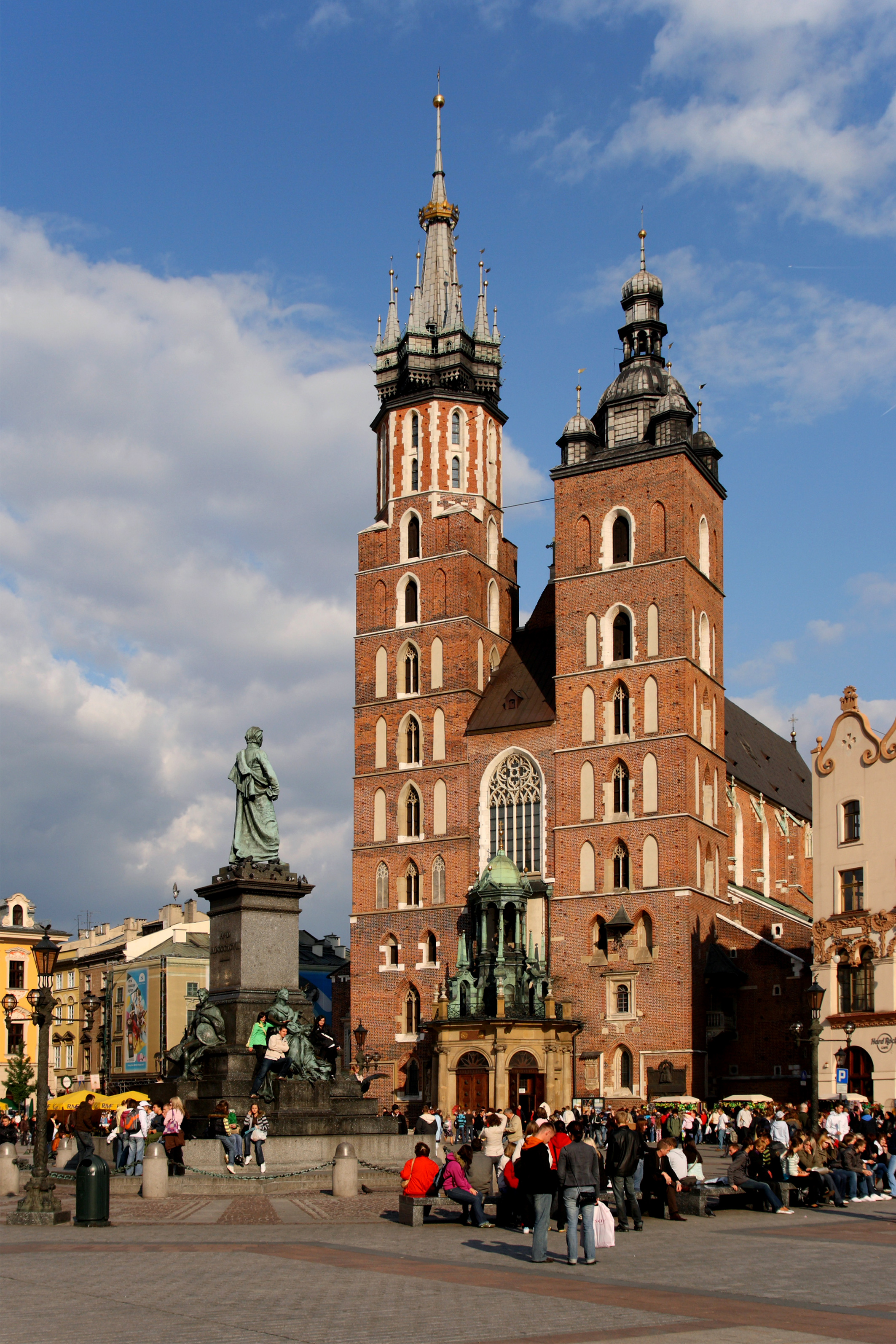
Kościół Mariacki
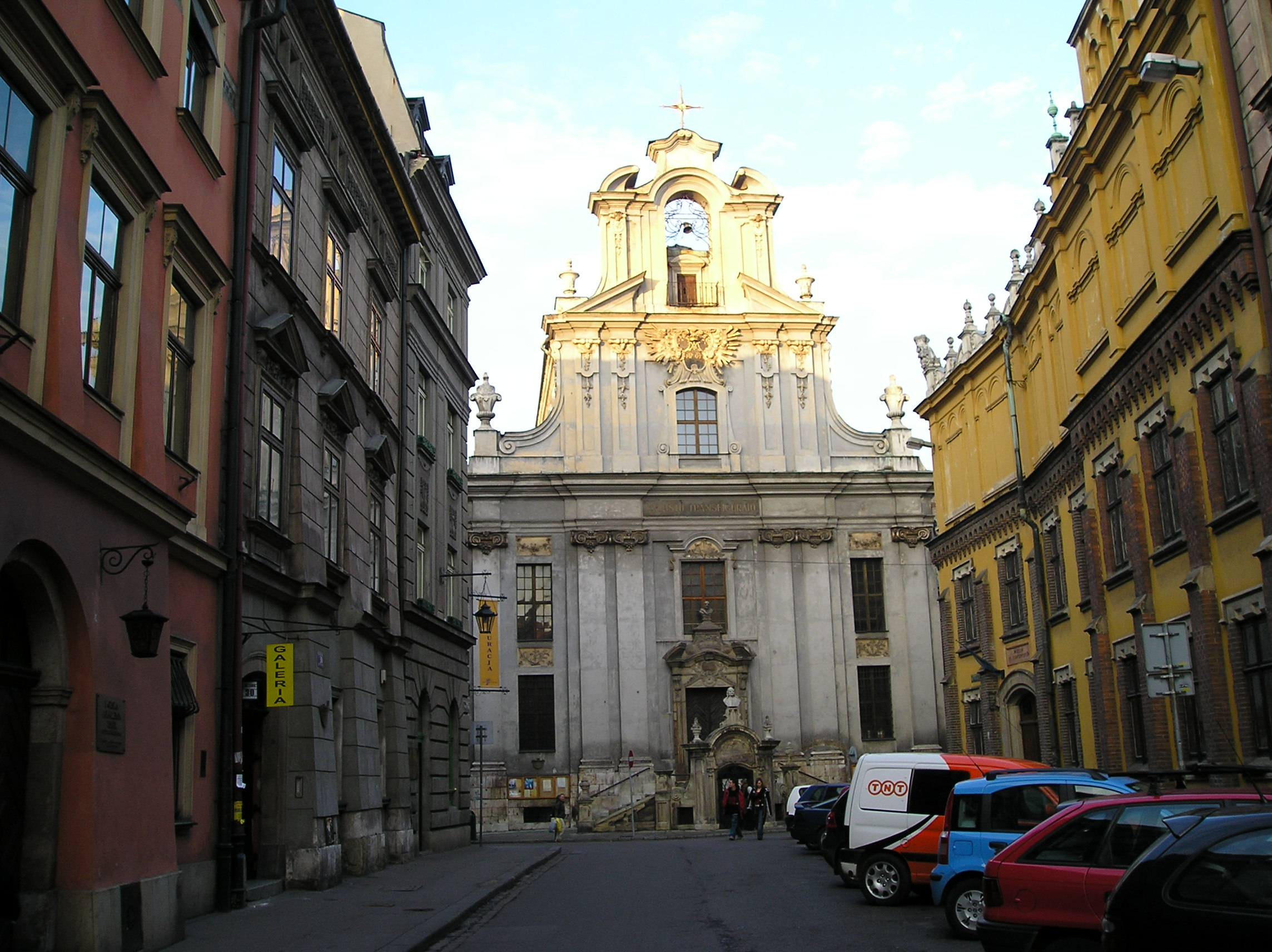
Kościół Przemienienia Pańskiego
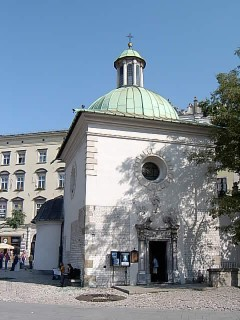
Kościół św. Wojciecha

### Teatry
- Słowackiego

- Stary Teatr

### Muzea
- galerie i oddziały Muzeum Narodowego w Krakowie:
  - Galeria Sztuki Polskiej XIX wieku w Sukiennicach
  - Pałac biskupa Erazma Ciołka
  - Dom Jana Matejki
  - Muzeum Stanisława Wyspiańskiego
  - Muzeum Książąt Czartoryskich
- Muzeum Historyczne Miasta Krakowa wraz z oddziałami:
  - Barbakan
  - Dom pod Krzyżem
  - Kamienica Hipolitów
  - Wieża ratuszowa w Krakowie
- Muzeum Archidiecezjalne
- Muzeum Archeologiczne
- Muzeum Farmacji Collegium Medicum UJ
- Muzeum Starego Teatru
- Muzeum Uniwersytetu Jagiellońskiego Collegium Maius

### Pomniki
- Pomnik Adama Mickiewicza – Rynek Główny

Odsłonięty w 1898. Stoi pomiędzy kościołem Mariackim a wschodnią stroną Sukiennic. Miejsce bardzo charakterystyczne, będące jednocześnie punktem spotkań krakowskiej młodzieży. Został zaprojektowany przez Teodora Rygiera w 1898 r. Wieszcz otoczony jest czterema grupami symbolizującymi: Ojczyznę (od wschodu), Naukę – starzec z chłopcem (od ul. Floriańskiej), Poezję (od kościoła św. Wojciecha), Patriotyzm (od Sukiennic). Na początku pomnik nie wszystkim przypadł do gustu, jednak teraz jest charakterystycznym elementem panoramy Rynku Głównego.
- Pomnik Józefa Bohdana Zaleskiego – ul. Basztowa

Poświęcony pamięci poety, przedstawia ślepego harfiarza i chłopca-przewodnika. Autorem jest Pius Weloński, wykonał go w 1886 r.
- Pomnik Jadwigi i Jagiełły – Planty

Wzniesiony na pamiątkę 500. rocznicy unii Polski z Litwą. Jego autorem jest Tomasz Oskar Sosnowski, pomnik został wykonany w 1886 r.
- Pomnik Lilli Wenedy – Planty

Postawiony dla uczczenia Juliusza Słowackiego. Przedstawia postać z dramatu poety, grająca na harfie. Autorstwa Alfreda Dauna z 1884 r.
- Pomnik Artura Grottgera – naprzeciwko Pałacu Sztuki

Pomnik wzniesiony ku czci malarza przez Wacława Szymanowskiego w 1903 r.
- Pomnik Piotra Skrzyneckiego – przed kawiarnią Vis-à-Vis na Rynku Głównym
- Pomnik Józefa Dietla – na placu Wszystkich Świętych

Wzniesiony ku czci pierwszego prezydenta Miasta Krakowa przez Ksawerego Dunikowskiego w 1938 r.
- Pomnik Aleksandra Fredry – przed Teatrem Słowackiego w pobliżu Plant

Popiersie komediopisarza wykonane zostało przez Cypriana Godebskiego w 1900 r.
- Pomnik Mikołaja Kopernika – Planty obok Collegium Novum

Przedstawia astronoma jako scholara. Autorem jest Cyprian Godebski, wykonał go w 1900 r.
- Pomnik Grażyny i Litawora – Planty – przy ul. Poselskiej

Przedstawia bohaterów utworu Adama Mickiewicza pt. „Grażyna” (Grażynę i Litawora). Wykonał go Alfred Daun w 1884 r.
- Pomnik Floriana Straszewskiego – Planty

Obelisk wzniesiony na cześć współtwórcy Plant. Wykonany przez Edwarda Stehlika w 1874 r.
- Pomnik Michała Bałuckiego – Planty – za Teatrem Słowackiego

Popiersie komediopisarza. Autorem jest Tadeusz Błotnicki, wykonał go w 1911 r.
- Pomnik-cmentarz żołnierzy radzieckich – znajdował się koło Barbakanu do 1997 r., później przeniesiony na Cmentarz Rakowicki do kwatery wojsk radzieckich.

Pomnik żołnierzy poległych podczas wyzwalania Krakowa w 1945 r. Autorem jest Karol Muszkiet i Marcin Bukowski, wykonany w 1945 r.
- Pomnik Tadeusza Boya-Żeleńskiego

Popiersie przyjaciela Stanisława Wyspiańskiego. Autorem jego jest Edward Krzak 1980 r.
- Pomnik kardynała Adama Stefana Sapiehy – przed kościołem Franciszkanów

Według projektu Augusta Zamoyskiego z 1976 r.
- Pomnik Tadeusza Kościuszki – na Wawelu

dłuta Leonarda Marconiego i Antoniego Popiela. Pomnik został wykonany z brązu w 1900 r.

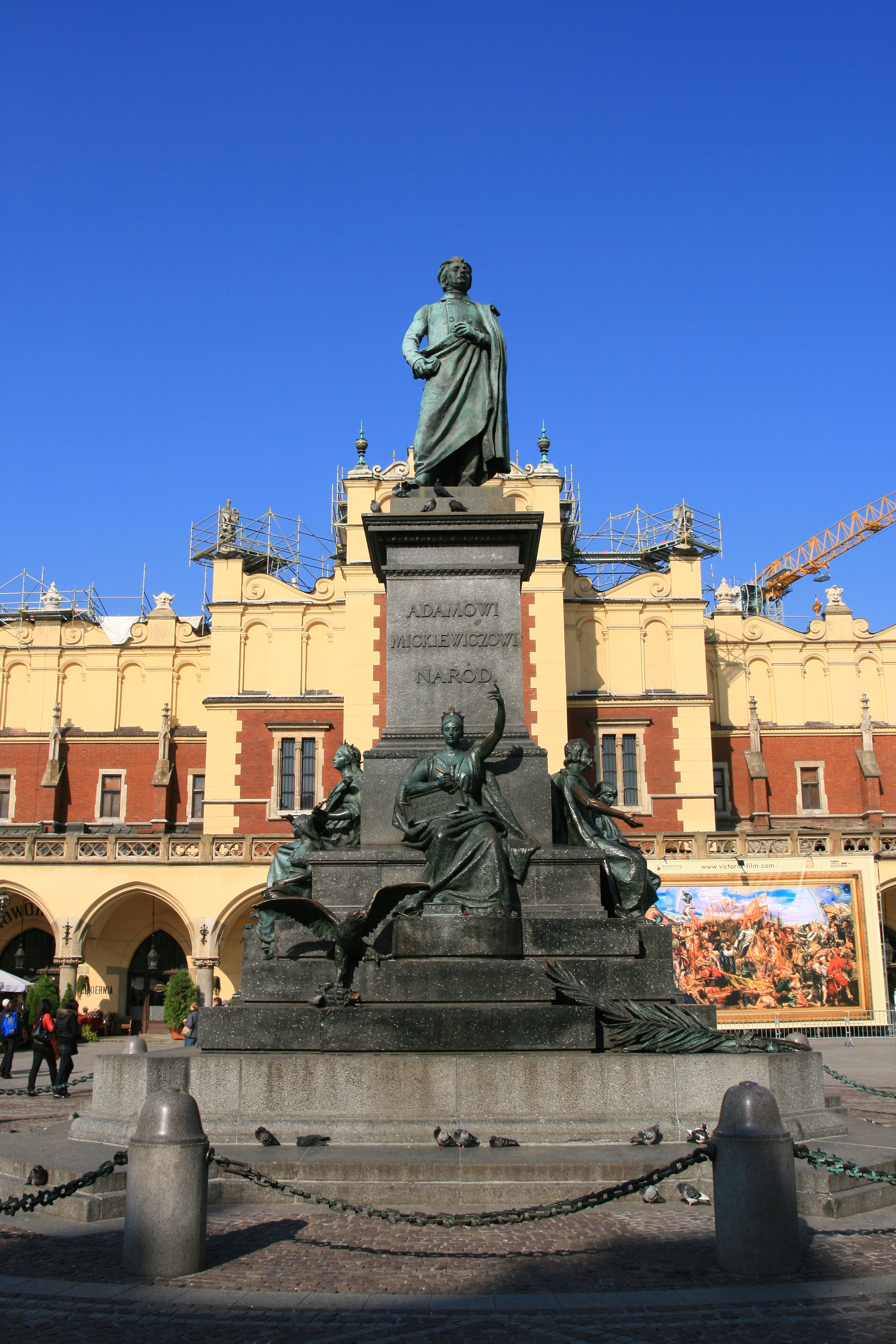
Adam Mickiewicz
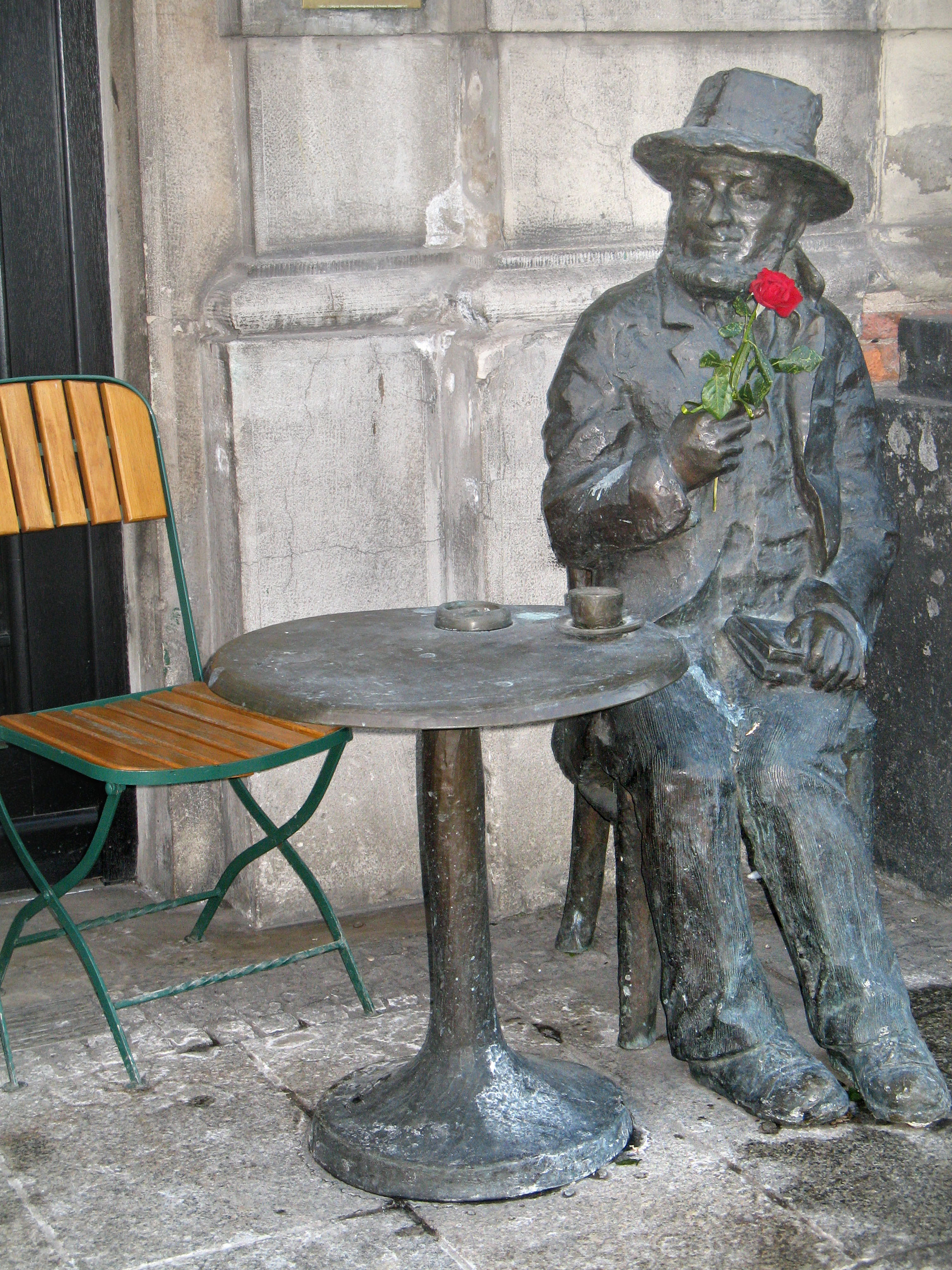
Piotr Skrzynecki
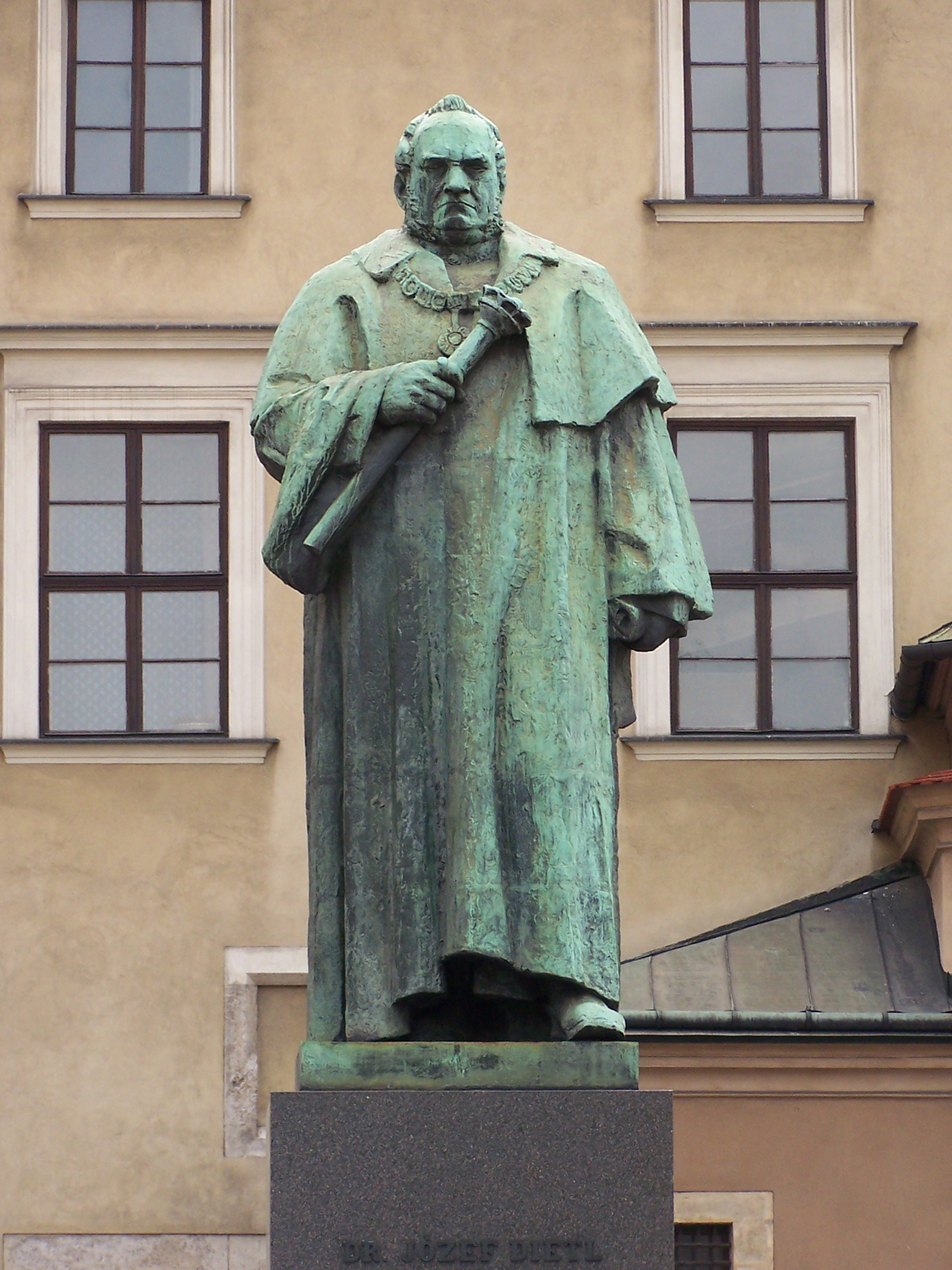
Józef Dietl
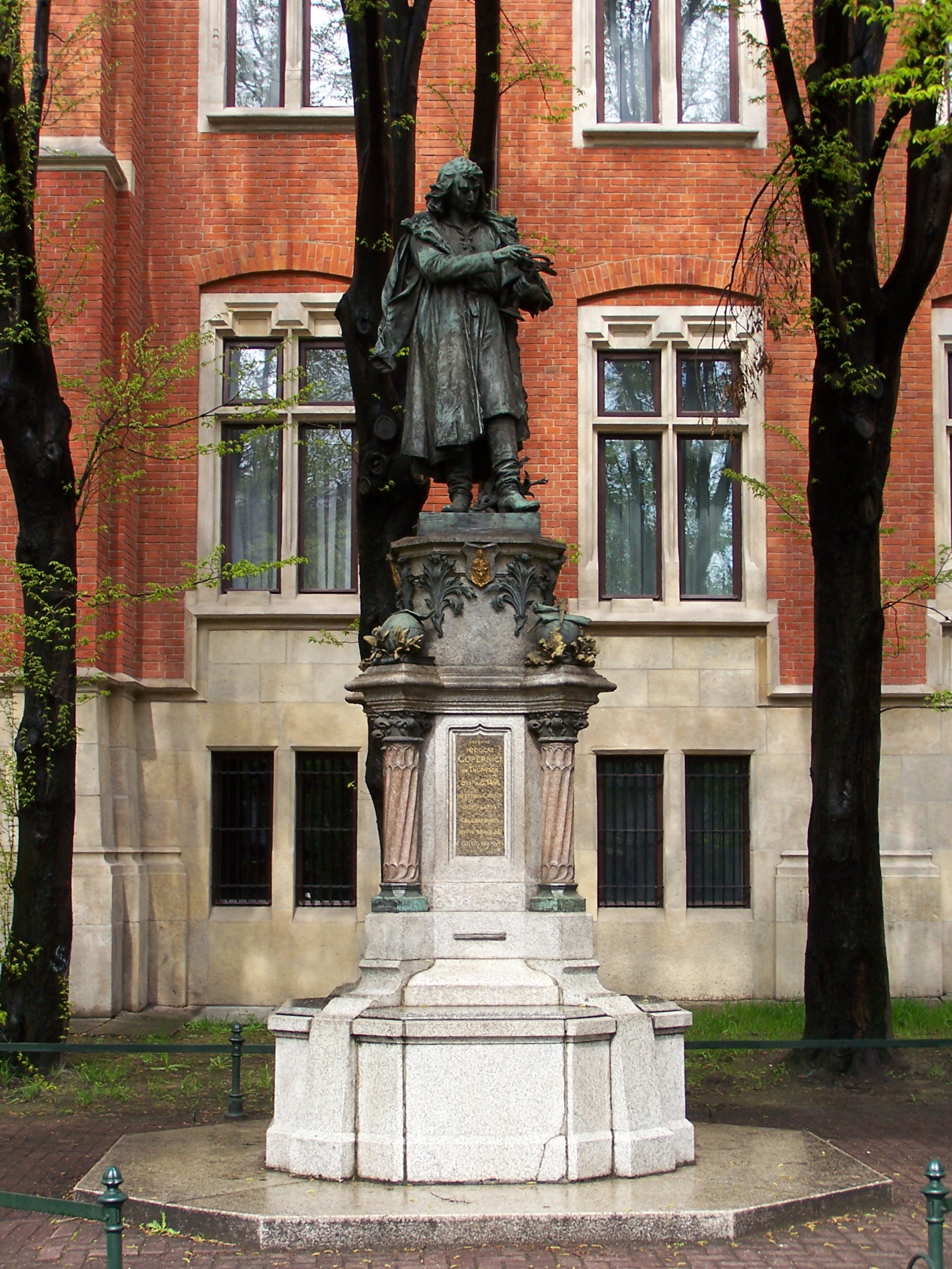
Mikołaj Kopernik